# 비길랜드
비길랜드(Vigiland)는 스웨덴의 하우스 뮤직 DJ 듀오이다. 대표곡은 "UFO"이다.